# 里亚尼奥
里亚尼奥，是西班牙卡斯蒂利亚-莱昂莱昂省的一个市镇。 总面积85平方公里，2001年普查人口總數為569人，人口密度為每平方公里7人。